# Butades de Sicião
Butades de Sicião, erroneamente chamado Dibutades, foi, segundo a tradição, o primeiro modelador grego em argila, tendo vivido em cerca de 600 a.C.. 
Segundo os relatos, sua filha, apaixonada por um jovem em Corinto onde moravam, desenhou na parede o contorno da sua sombra, e com esse esboço, Butades modelou um rosto dele em argila e assou junto com ladrilhos de barro que fazia por profissão. O modelo foi preservado em Corinto, até que o general romano Lúcio Múmio Acaico saqueou a cidade em 146 a.C.. Butades ornamentou as extremidades das telhas com rostos humanos, uma prática que é atestada por vários exemplos existentes. Plínio, o Velho, em sua História Natural, diz também que inventou uma mistura de argila e almagre, ou que introduziu o uso de um tipo especial de argila vermelha.